# York
|  | Per a altres significats, vegeu «York (desambiguació)». |

York és una històrica ciutat fortalesa del nord de Yorkshire, Anglaterra, amb 198.000 habitants. En aquesta ciutat conflueixen els rius Ouse i Foss. La ciutat ha jugat un important paper en els seus 2.000 anys d'història.

## Història
Hi ha proves arqueològiques que els mesolítics es van instal·lar a la regió cap al 8000/7000 aC on ara hi ha York, encara que no se sàpiga si aquests establiments foren permanents o temporals. La ciutat actual fou fundada com a Eboracum l'any 71 dC pels romans, que la convertiren en una de les dues capitals de la Britànnia romana. El nom Eboracum prové del protocelta * Eborakon ("lloc de teixos", "teixeda"), cosa que lliga l'origen etimològic de York, entre d'altres, amb el de l'Évora portuguesa.
Durant el període romà, grans figures sorgiren d'aquesta ciutat, com Constantí el Gran. Tot l'Imperi romà fou governat des de York per Septimi Sever durant un període de dos anys. En el temps de la conquesta romana de la Gran Bretanya, l'àrea va ser ocupada per tribus conegudes pels romans com els brigants. Els brigants al principi es van fer un estat client dels romans, però més tard es van fer més hostils a Roma. Per aquest motiu, la Novena Legió romana va ser enviada al nord de Humber.
Els emperadors Hadrià, Septimi Sever i Constanci van mantenir el tribunal a Eboracum durant les seves diverses campanyes. Durant la seva permanència, l'emperador Sever va proclamar la capital de York de la província de la Britànnia Inferior, i és probable que fos ell qui concedís a York els privilegis de colònia o de ciutat. Constanci va morir durant la seva permanència a York, i el seu fill Constantí el Gran va ser proclamat emperador per les tropes establertes a la fortalesa.
Posteriorment hi arribarien els angles. La ciutat fou anomenada Eoferwic (compost d'Eofor-, l'antic nom adaptat a la pronúncia germànica, i -wic com a indicatiu de vila) i es va convertir en la capital del Regne de Northumbria. Els vikings prengueren la ciutat l'any 866, anomenant-la Jórvic (d'on prové el nom actual, York). Durant el període de domini normand dominà gran part del nord d'Anglaterra. Pels volts de l'any 1000 passà a anomenar-se definitivament York.

## Localització
York està situada dintre de la vall de York, una àrea plana de terra fèrtil de cultiu, limitada pels Penins, els North York Moors i els Wolds, a la confluència dels rius Ouse i Foss.

## Transport
La ciutat va créixer com un port del riu en la confluència dels rius Ouse i Foss. L'Ouse era al principi un riu de marea, accessible als vaixells d'alta mar del temps. Avui ambdós rius romanen navegables, encara que el Foss sigui només navegable per a una distància curta damunt de la confluència. Fins al final del segle xx, l'Ouse va ser usat per barcasses per dur la càrrega entre York i el port de Hull. L'últim tràfic significatiu va ser el de subministrament de paper de premsa, que van seguir fins al 1997. Avui la navegació gairebé exclusivament està orientada a l'oci. YorkBoat proporciona viatges pel riu.

## Fills il·lustres
- John Snow (1813 - 1858) metge, precursor de l'epidemiologia.

- Reginald Owen Morris (1886-1948) compositor i musicòleg.
- Thomas Trackray

## Ciutats agermanades
La ciutat de York està agermanada amb:
- Münster (Alemanya)
- Dijon (França)
- Fanteakwa (Ghana)